# Juvllajávrrie (Arvidsjaurs socken, Lappland, 730419-166172)
Juvllajávrrie är en sjö i Arvidsjaurs kommun i Lappland och ingår i Åbyälvens huvudavrinningsområde. Sjön har en area på 0,219 kvadratkilometer och ligger 391 meter över havet.

## Delavrinningsområde
Juvllajávrrie ingår i det delavrinningsområde (729979-166500) som SMHI kallar för Utloppet av Auktsjaursjön. Medelhöjden är 414 meter över havet och ytan är 20,89 kvadratkilometer. Det finns ett avrinningsområde uppströms, och räknas det in blir den ackumulerade arean 89,15 kvadratkilometer. Avrinningsområdets utflöde Åbyälven mynnar i havet. Avrinningsområdet består mestadels av skog (61 procent) och sankmarker (15 procent). Avrinningsområdet har 2,87 kvadratkilometer vattenytor vilket ger det en sjöprocent på 13,7 procent.